# Gouveia

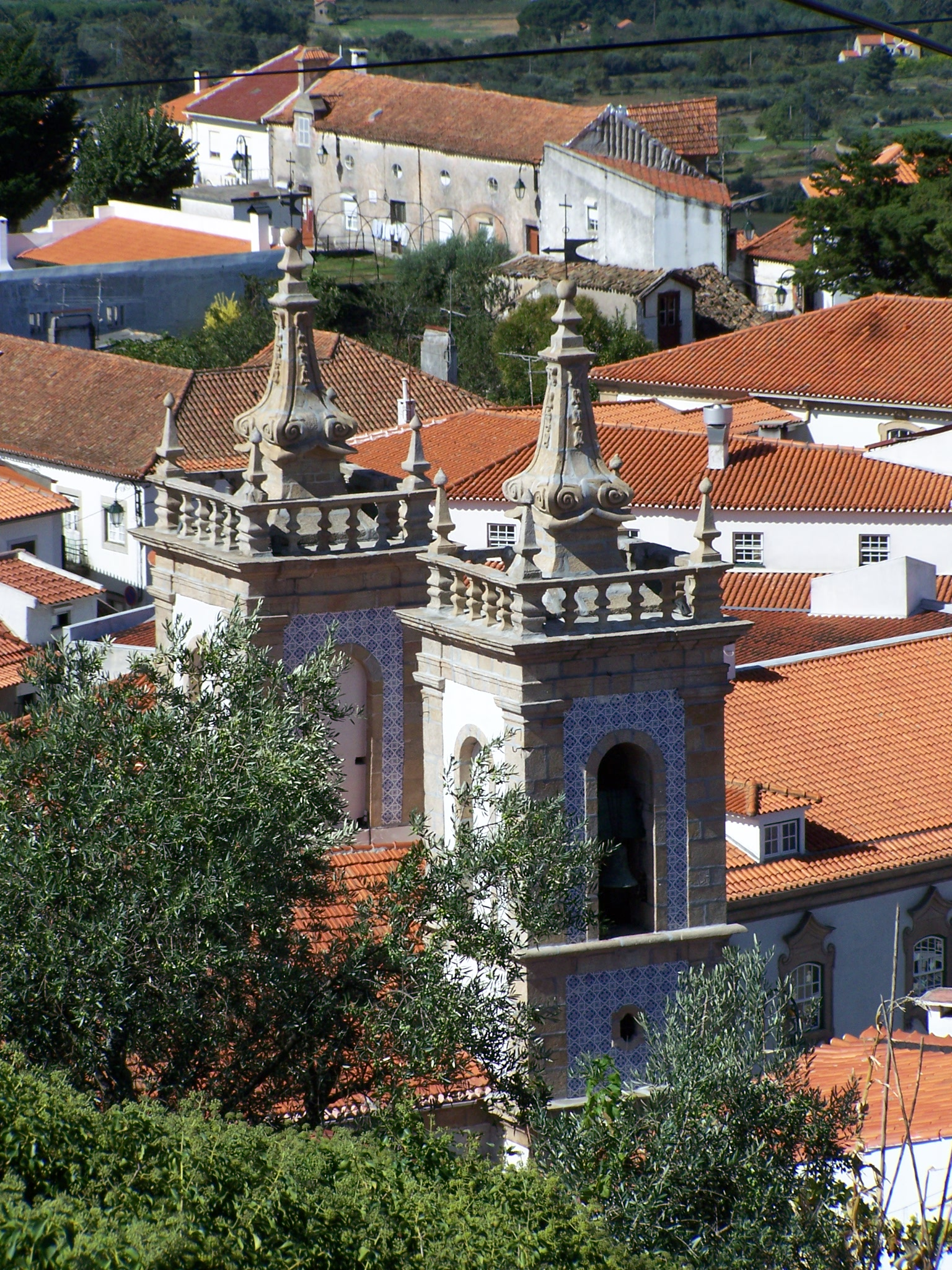
Blick auf Gouveia

Gouveia ist eine Stadt in der portugiesischen Region Centro mit 12.222 Einwohnern (Stand 19. April 2021).

## Geschichte
Vermutlich durch keltiberische Turdulen im 6. Jahrhundert v.C. gegründet, war es zur Zeit der römischen Besatzung seit dem 1. Jahrhundert n.C. von Römern und Lusitaniern bewohnt. Im Jahr 1186 erhielt der Ort erstmals Stadtrechte (Foral), durch König Sancho I., die König Manuel I. 1510 erneuerte.
Gouveia war eine Vila (Kleinstadt), bevor es 1988 zur Stadt (Cidade) erhoben wurde.

## Kultur, Sport und Sehenswürdigkeiten
Die Anta da Pedra da Orca (auch Anta do Rio Torto genannt) ist eine Anta und liegt etwa 6,0 km westlich von Gouveia.
Das städtische Kunst- und Kulturmuseum Museu Municipal Abel Manta ist in einem Herrenhaus aus dem 17. Jahrhundert untergebracht und zeigt neben Werken von Abel Manta auch eine Sammlung portugiesischer Künstler, darunter Paula Rego,  Júlio Resende, Maria Helena Vieira da Silva, und Júlia Pomar. Einige weitere Museen befinden sich in der Stadt, darunter das 1997 eröffnete und landesweit einzige Modellautomobil-Museum Museu da Miniatura Automóvel, und das Stadtmuseum Espaço Arte e Memória (dt. etwa: Raum der Kunst und der Erinnerung). Weitere Kultureinrichtungen sind die städtische Bibliothek Biblioteca Municipal Vergílio Ferreira, die nach dem in der hiesigen Gemeinde Melo geborenen Schriftsteller Vergílio Ferreira benannt ist, und das denkmalgeschützte Kino Teatro Cine de Gouveia.

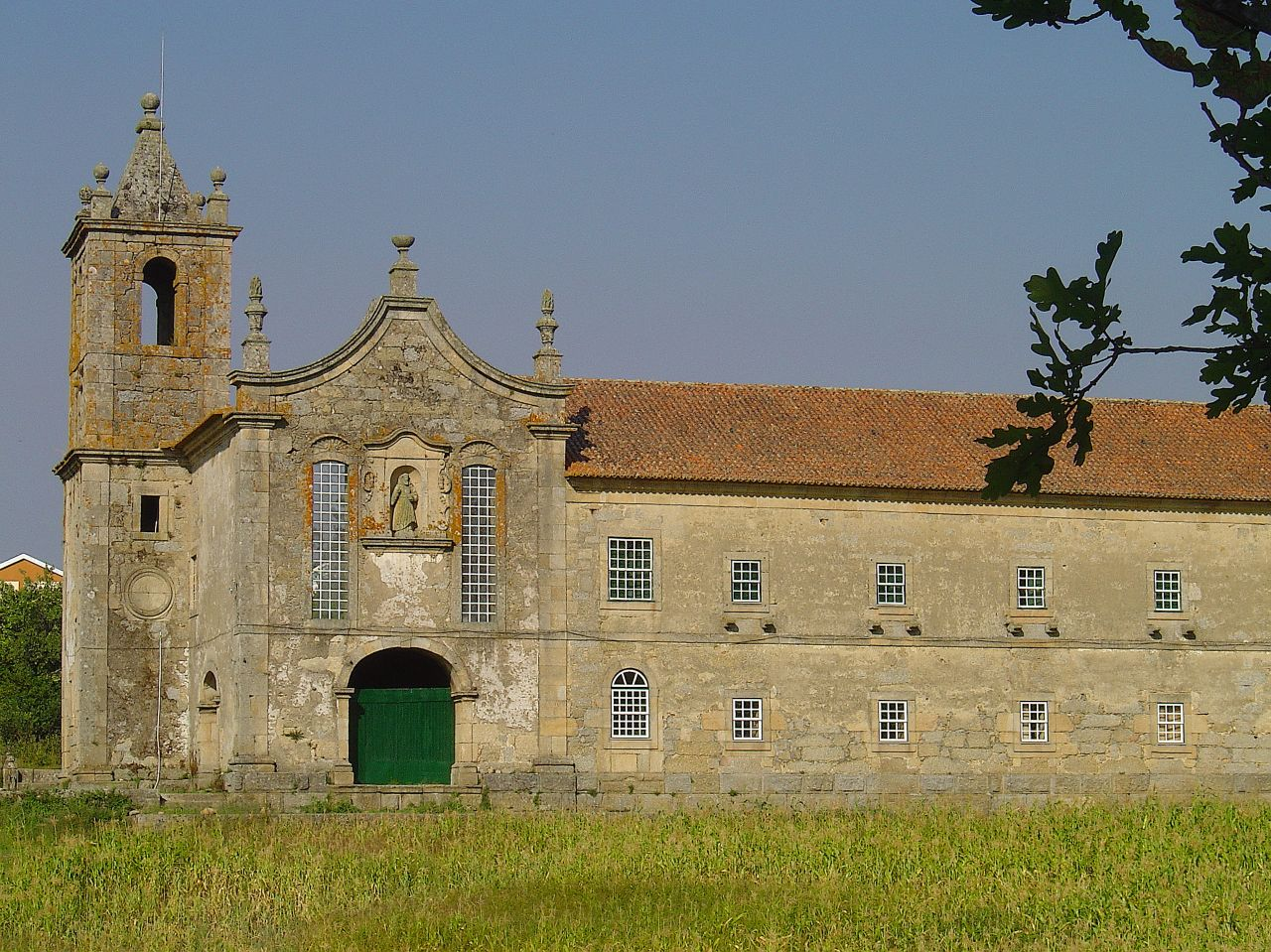
Das Klostergebäude Convento de São Francisco

In der Stadt, mit ihrem verkehrsberuhigten, denkmalgeschützten Ortskern, stehen eine Vielzahl weitere Bauwerke unter Denkmalschutz, darunter eine Reihe Kirchen, Brunnen, Herrenhäuser, und öffentliche Gebäude. Zu nennen ist das manieristische Klostergebäude Convento de São Francisco aus dem 17. Jahrhundert.
Gouveia ist ein Zentrum des portugiesischen Wintersports, bedingt durch seine Nachbarschaft zur Serra da Estrela. Auch Wander- und Natururlaub wird hier angeboten, außerhalb der Stadt besonders im Turismo rural. Eine Reihe thematischer Wanderwege führen durch das Umland, etwa der 18 km lange archäologische Wanderweg PR 3.
Der wichtigste Fußballverein der Stadt ist der CD Gouveia, der in den 1960er und 70er Jahren einige Spielzeiten in der damaligen zweiten Liga spielte.
Mehrmals fand hier eine gesamtiberische Rallye für Land-Rover-Freunde statt.

## Verwaltung

### Kreis Gouveia
Gouveia ist Sitz eines gleichnamigen Kreises (Concelho) im Distrikt Guarda. Die Nachbarkreise sind (im Uhrzeigersinn im Norden beginnend): Fornos de Algodres, Celorico da Beira, Guarda, Manteigas, Seia sowie Mangualde.
Mit der Gebietsreform im September 2013 wurden mehrere Gemeinden zu neuen Gemeinden zusammengefasst, sodass sich die Zahl der Gemeinden von zuvor 17 auf 16 verringerte.
Die folgenden Gemeinden (Freguesias) liegen im Kreis Gouveia:

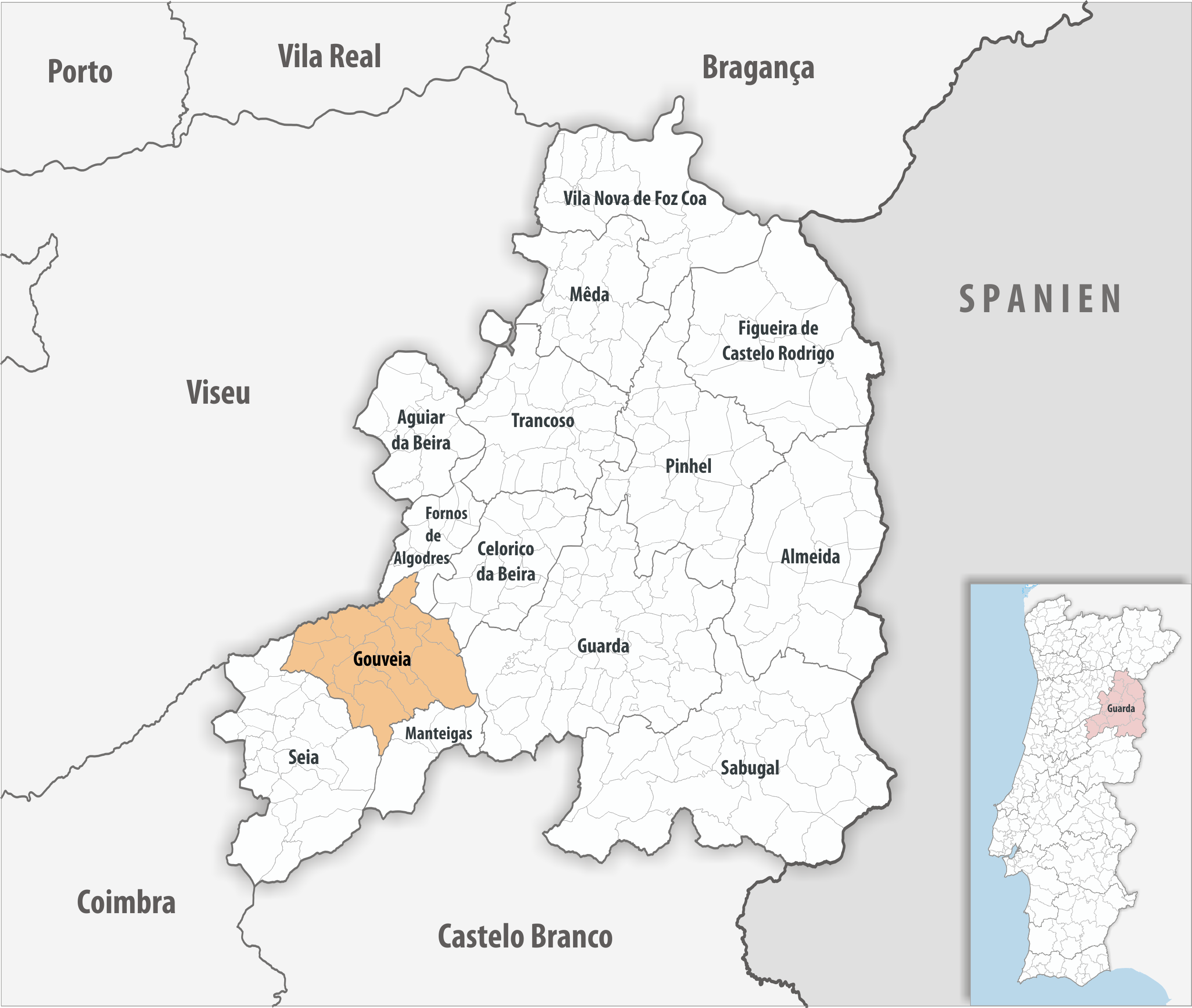
Kreis Gouveia

| Gemeinde                            | Einwohner (2021) | Fläche km² | Dichte Einw./km² | LAU- Code |
| ----------------------------------- | ---------------- | ---------- | ---------------- | --------- |
| Aldeias e Mangualde da Serra        | 424              | 37,55      | 11               | 090623    |
| Arcozelo                            | 570              | 24,02      | 24               | 090602    |
| Cativelos                           | 610              | 14,11      | 43               | 090603    |
| Figueiró da Serra e Freixo da Serra | 377              | 12,73      | 30               | 090624    |
| Folgosinho                          | 442              | 51,69      | 9                | 090605    |
| Gouveia (São Pedro e São Julião)    | 3.150            | 35,46      | 89               | 090625    |
| Melo e Nabais                       | 800              | 14,45      | 55               | 090626    |
| Moimenta da Serra e Vinhó           | 1.071            | 14,32      | 75               | 090627    |
| Nespereira                          | 661              | 5,38       | 123              | 090612    |
| Paços da Serra                      | 502              | 10,40      | 48               | 090613    |
| Ribamondego                         | 262              | 7,55       | 35               | 090614    |
| Rio Torto e Lagarinhos              | 745              | 19,35      | 39               | 090628    |
| São Paio                            | 699              | 15,57      | 45               | 090617    |
| Vila Cortês da Serra                | 202              | 11,06      | 18               | 090619    |
| Vila Franca da Serra                | 238              | 11,01      | 22               | 090620    |
| Vila Nova de Tazem                  | 1.469            | 15,95      | 92               | 090621    |
| Kreis Gouveia                       | 12.222           | 300,60     | 41               | 0906      |

### Bevölkerungsentwicklung
| Einwohnerzahl im Kreis Gouveia (1801–2011) | Einwohnerzahl im Kreis Gouveia (1801–2011) | Einwohnerzahl im Kreis Gouveia (1801–2011) | Einwohnerzahl im Kreis Gouveia (1801–2011) | Einwohnerzahl im Kreis Gouveia (1801–2011) | Einwohnerzahl im Kreis Gouveia (1801–2011) | Einwohnerzahl im Kreis Gouveia (1801–2011) | Einwohnerzahl im Kreis Gouveia (1801–2011) | Einwohnerzahl im Kreis Gouveia (1801–2011) | Einwohnerzahl im Kreis Gouveia (1801–2011) |
| ------------------------------------------ | ------------------------------------------ | ------------------------------------------ | ------------------------------------------ | ------------------------------------------ | ------------------------------------------ | ------------------------------------------ | ------------------------------------------ | ------------------------------------------ | ------------------------------------------ |
| 1801                                       | 1849                                       | 1900                                       | 1930                                       | 1960                                       | 1981                                       | 1991                                       | 2001                                       | 2011                                       |                                            |
| 7051                                       | 14.162                                     | 24.641                                     | 23.724                                     | 25.210                                     | 19.045                                     | 17.410                                     | 16.122                                     | 14.046                                     |                                            |

### Kommunaler Feiertag
- Montag nach dem zweiten August-Sonntag

### Städtepartnerschaften
- Frankreich: Labouheyre, Département Landes

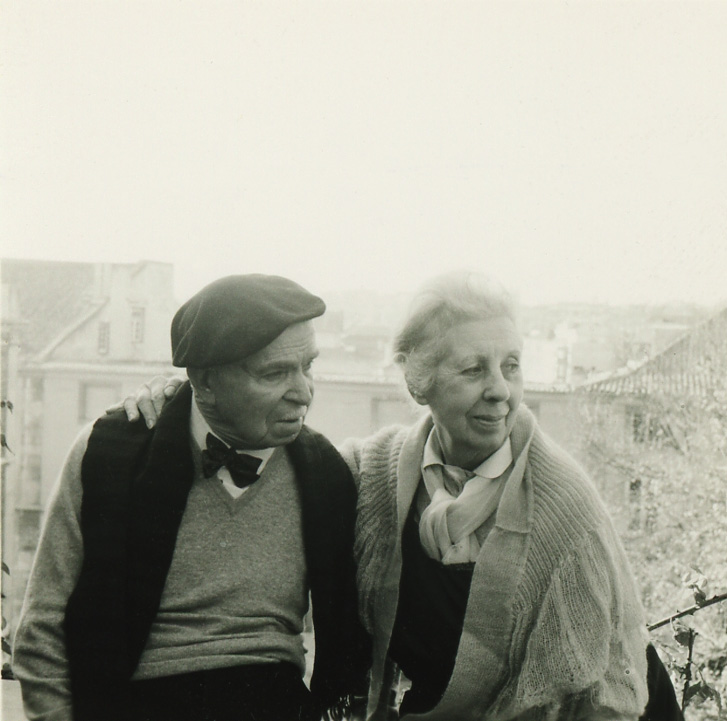
Abel Manta mit seiner Frau Clementina, 1973

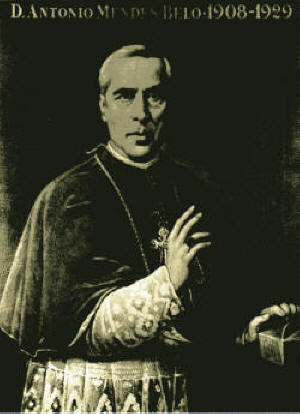
Antonio Mendes Bello

- Vereinigte Staaten: Danbury (Connecticut)[7]

## Söhne und Töchter der Stadt
- Manuel de Gouveia († 1596), Bischof von Angra auf den Azoren
- Brás Lourenço (1525–1605), jesuitischer Missionar in Brasilien, Gründer der Stadt Serra
- Bernardo António de Figueiredo (1763–1838), Bischof der Algarve
- António Mendes Bello (1842–1929), Erzbischof und Patriarch von Lissabon
- Eduardo Lobo Correia de Barros, genannt Beldemónio (1857–1893), Journalist, Übersetzer und Autor
- Joaquim Martins da Cunha e Almeida (1887–1979), adliger Jurist, Richter am obersten Verwaltungsgericht (Supremo Tribunal Administrativo)
- Abel Manta (1888–1982), Maler
- Henrique Tenreiro (1901–1994), Admiral des Estado-Novo-Regimes
- Vergílio Ferreira (1916–1996), Schriftsteller
- Aureliano Capelo Veloso (* 1924), Ingenieur, erster frei gewählter Bürgermeister von Porto nach der Nelkenrevolution
- António Elísio Capelo Pires Veloso (* 1926), Militär, Gouverneur von São Tomé und Príncipe
- Joaquim de Jesus Vieira (1946–2022), olympischer Ringer
- Sílvia Rebelo (* 1989), Fußballnationalspielerin
- Ana Borges (* 1990), Fußballnationalspielerin